# Spiro Moisiu
Spiro Moisiu (ur. 5 maja 1900 w Kavajë, zm. 12 kwietnia 1980 w Tiranie) – albański generał major, dowódca Armii Narodowo-Wyzwoleńczej Albanii w latach 1943–1944, ojciec Alfreda Moisiu. 

## Życiorys
Pochodził ze znanej w Albanii rodziny (jego bliskim krewnym był aktor Aleksander Moisiu). W wieku 13 lat stracił ojca, który zginął w walce z rebeliantami Haxhi Qamiliego, dążącymi do obalenia rządu Ismaila Qemala. Młody Spiro, po ukończeniu szkoły w Durrësie kontynuował naukę w gimnazjum w Wiedniu, skąd wrócił do Albanii w 1919. Po powrocie do kraju wybrał karierę wojskową. W 1920 w stopniu porucznika dowodził oddziałem osłaniającym obrady kongresu w Lushnji. W tym samym roku został skierowany na północ Albanii, gdzie walczył z oddziałami serbskimi w rejonie Martanesh.
W czasie rebelii antyrządowej w 1924, która wyniosła do władzy Fana Noliego, opowiedział się po stronie rebeliantów. W grudniu walczył przeciwko oddziałom Ahmeda Zogu, który obalił rząd Noliego i powrócił do władzy. W rejonie Shkalla e Tujanit osiągnął taktyczny sukces organizując skutecznie zasadzkę na przekraczające granicę oddziały Zogu. Moisiu skorzystał z amnestii ogłoszonej w 1925 i pozostał w kraju. Wstąpił ponownie do armii i w latach 1929–1930 ukończył kurs oficerski, organizowany przez włoskich doradców wojskowych (z najlepszym wynikiem spośród 43 uczestników) i uzyskał awans na kapitana. W 1935 stał na czele oddziałów wojskowych, tłumiących rebelię w Fierze.
W czasie agresji włoskiej na Albanię (7 kwietnia 1939), Moisiu w stopniu majora dowodził oddziałami straży granicznej w rejonie Szkodry. Próbował organizować ośrodek oporu w rejonie Shëngjinu, ale przekonany o bezsensie dalszej walki opuścił kraj i uciekł do Jugosławii. W 1940 powrócił do kraju i wstąpił na służbę włoską. Z uwagi na swoje doświadczenie został mianowany przez Włochów dowódcą batalionu ochotników albańskich Tomorri i w czasie wojny włosko-greckiej skierowany na front. Podległe mu oddziały praktycznie nie wzięły udziału w walkach, a sam Moisiu zachęcał swoich żołnierzy do dezercji. W 1941 stanął przed włoskim sądem wojskowym, który skazał go na karę śmierci. Karę tę zamieniono na degradację i usunięcie z armii, obawiając się postawy podległych mu żołnierzy, pozostających nadal na służbie włoskiej.
W 1943 zamieszkał w rejonie Beratu. Tam też doszło do pierwszych kontaktów Moisiu z przedstawicielami Armii Wyzwolenia Narodowego. Wkrótce zaproponowano mu stopień generała i stanowisko Komendanta Sztabu Głównego Armii Wyzwolenia Narodowego, które przyjął i uczynił z rozproszonych i niezdyscyplinowanych oddziałów jednolicie dowodzoną i zreorganizowaną armię partyzancką. Jej sprawności dowiodły walki z niemieckimi ofensywami przeciwpartyzanckimi zimą 1943/44.
W maju 1944 otrzymał awans na stopień generała-majora. Po wyzwoleniu kraju w listopadzie 1944, przez podległe mu jednostki, Moisiu był przeciwnikiem restrukturyzacji armii albańskiej według modelu jugosłowiańskiego. Oskarżany o kontakty z antykomunistyczną grupą deputowanych do parlamentu, w 1946 stanął przed sądem wojskowym, oskarżony o przygotowywanie zamachu stanu. Moisiu po raz kolejny został zdegradowany i usunięty ze służby. Powrócił do armii po 1948, kiedy doszło do zerwania współpracy albańsko-jugosłowiańskiej i objął stanowisko komendanta garnizonu w Tiranie. W armii służył do 1965, kiedy przeszedł na emeryturę.
W życiu prywatnym był żonaty (żona Aspasia), miał troje dzieci (Alfred, Jolanda i Arqile).
W 2004 Akademia Obrony w Tiranie przyjęła imię Spiro Moisiu. Jego imię nosi też jedna z ulic we wschodniej części Tirany. W 2021 został wyróżniony tytułem Honorowego Obywatela Lushnji.